# Кагоцел
«Кагоце́л» (лат. Kagocel) — лекарственное средство с недоказанной эффективностью.  
Кагоцел не зарегистрирован в США и Западной Европе.
По данным представителей Формулярного комитета РАМН (ныне Отделение медицинских наук РАН) и Общества специалистов доказательной медицины, препарат не проходил строгой проверки, его эффективность для лечения чего-либо не доказана.
Производитель позиционирует кагоцел как препарат из группы «индукторов интерферона». Основное вещество в его составе — сополимер госсипола (один из пигментов хлопчатника, природного полифенола, токсичного в свободном виде) с карбоксиметилцеллюлозой.
В России кагоцел включался в «Перечень жизненно необходимых и важнейших лекарственных препаратов»: в 2010, 2020, 2022 и 2023 году.

## Общее описание
Кагоцел — полимер молекулярной массой 120—130 кДа, соединение карбоксиметилцеллюлозы и госсипола, содержание которого в полимере не более 3 %.

Мы взяли целлюлозу, это полимер из хлопка, взяли ещё определённое вещество, получаемое из хлопка, его соединили с целлюлозой, получили полимер. Он и называется «Кагоцелом»— Директор компании «Ниармедик»
Физические свойства
При нормальных условиях кагоцел представляет собой гигроскопичный порошок аморфной структуры, запаха не имеет, его цвет — от кремового до коричневого.
Фармакопея
Кагоцел отсутствует в мировой фармакопее («в ведущих фармакопеях мира не описан»).
Кагоцел входит в группу препаратов «индукторы интерферона», или «интерфероногены». Такая группа препаратов отсутствует в США и Европе.

## История
Препарат разработан в НИИ эпидемиологии и микробиологии им. Н. Ф. Гамалеи РАМН под руководством академика Ершова Ф. И. и Нестеренко В. Г. В 2003 году препарат был зарегистрирован под названием «Кагоцел» (Kagocel).
В 2005 году компанией ООО «Ниармедик плюс» было налажено производство и дистрибуция «Кагоцела» как безрецептурного препарата.
Осенью 2011 года было объявлено о планах «Роснано» и «Ниармедик плюс» построить в Обнинске предприятие полного цикла по выпуску кагоцела и других лекарственных препаратов, в конце 2013 года планировалось начать производство. В конце 2013 года завод ещё не был построен, датой окончания строительства называли 2014 год, и в декабре 2013 года «Роснано» продало за 2,3 млрд рублей свою долю в компании «Ниармедик фарма» основным владельцам компании, получив прибыль размером 41 %.
На конец 2013 года Кагоцел был единственным привлекательным для инвесторов продуктом компании Ниармедик. Перспективы роста продаж Кагоцела эксперт (директор Центра социальной экономики Д. Мелик-Гусейнов) оценивал в 5–7 лет с дальнейшим спадом (подобно Арбидолу).
Фармацевтический завод «Ниармедик фарма» в индустриальном парке «Обнинск» открылся в 2015 году.

## Попытка включения «Кагоцела» в АТХ
В сообщении WHO International Working Group for Drug Statistics Methodology на сайте WHO Collaborating Centre for Drug Statistics Methodology Norwegian Institute of Public Health от 28.11.2017 г. «Кагоцелу» был присвоен новый код Анатомо-терапевтическо-химической классификации (АТХ) J05AX22 Kagocel. Напротив строки J05AX22 стоит пометка «Final», что означает, что решение о включении «Кагоцела» в АТХ в 2019 году было окончательным. На сайте ВОЗ также имеется документ, где говорится, что решение о присвоении кода J05AX22 Кагоцелу окончательное и что он будет включён в АТХ в январе 2019 года. Однако в сообщении WHO International Working Group for Drug Statistics Methodology от 21.11.2018 г., в котором приводится общий список включаемых в 2019 г в АТХ кодов, и код J05AX22, и «Кагоцел» отсутствуют.
В германской классификации «AKT» (нем. Anatomisch-therapeutisch-chemische Klassifikation mit Tagesdosen — Анатомически-терапевтически-химическая классификация с суточной дозой) Кагоцелу присвоен код J05AX22.

## Маркетинг
Активный маркетинг препарата кагоцел был отмечен рядом российских премий в области рекламы.
В 2015 году Павел Воробьёв заявил, что от имени предприятия-изготовителя было разослано письмо за подписью руководства компании, в котором содержится угроза судебного преследования любого, кто публично выскажет сомнение в эффективности препарата. В 2020 году ООО «Ниармедик Фарма» направило в суд иск о защите деловой репутации в ответ на публикацию в СМИ, где кагоцел критиковался среди прочих российских препаратов. Суд принял решение частично удовлетворить исковые требования компании и обязать удалить из публикации заявления о том, что «кагоцел» первоначально был противозачаточным средством, а его употребление может вызвать мужское бесплодие.
Специалист по фармацевтическому маркетингу директор российского отделения Cegedim Strategic Data Давид Мелик-Гусейнов высказался по поводу кагоцела, что неправильно, когда одна и та же компания и разрабатывает препарат, и проводит его клинические испытания в собственном учреждении, и сама выпускает в продажу, и что такая практика не должна существовать. Однако с тех пор исследования кагоцела проводились и независимыми инстанциями, в том числе в других странах.
Объёмы продаж кагоцела в 2012 году оценивались в 2,64 миллиарда рублей, в том году его продажи выросли на 125,4 % и он поднялся на 18 место в рейтинге самых продаваемых аптечных препаратов, и в 6,7 миллиарда рублей в 2018 году, тогда он был на 4 месте. Отмечается крайне активный маркетинг препарата, как среди населения, так и среди медицинского персонала. Согласно расследованию Ивана Голунова, продвижением препарата занималась Татьяна Голикова во время нахождения на должности (2007—2012 годы) министра здравоохранения Российской Федерации.

## Фармакологические свойства

### Механизм действия
До настоящего времени не были проведены исследования, достоверно подтверждающие механизм действия препарата.
Производитель заявил, что основной механизм действия кагоцела — стимулирование выработки в организме «позднего интерферона».
Точный механизм, которым кагоцел мог бы влиять на выработку интерферонов, неизвестен.
В лабораторных экспериментах (in vitro) доказана способность кагоцела повышать выработку интерферонов, но заявленная производителем связь между такой выработкой интерферонов и защитой организма от вирусов не имеет клинического подтверждения.

### Фармакокинетика
До 2016 г. научные данные о метаболизме кагоцела отсутствовали Затем появились публикации о безопасности в имитационных средах. Сведения о фармакокинетике были добавлены в инструкцию препарата образца 2020 года, вошедшую в справочник Видаль 2021 года.

## Эффективность и клинические испытания
Клинические доказательства эффективности Кагоцела до 2016 года казались недостаточными ввиду малой выборки. Затем проведены исследования на многотысячных когортах участников.
Производитель заявляет, что «Кагоцел» эффективен даже при запоздалом лечении (через 72 ч и позже), приводя данные клинических испытаний: международное открытое проспективное наблюдательное исследование включало 18'946 пациентов (в том числе контрольную группу) в возрасте 18–93 лет с клинически установленным диагнозом ОРВИ или гриппа. При этом двумя годами ранее профессор Павел Воробьёв заявил, что подобные утверждения противоречат научной точке зрения относительно течения вирусных заболеваний.
Результаты клинических испытаний кагоцела публиковались только в российской медицинской литературе
Исследования кагоцела относятся к группе «С» российского стандарта, что означает невысокую достоверность. На низкое качество этих исследований также указывает то, что в них не выявлены никакие побочные действия, тогда как в строгих исследованиях побочное действие выявляется даже у плацебо.
Первые клинические испытания кагоцела проводились в 2000—2003 годах в НИИ гриппа РАМН (С.-Петербург), НИИ вирусологии им. Д. И. Ивановского РАМН (Москва), Военно-медицинской академии им. С. М. Кирова (С.-Петербург). В исследованиях приняли участие 1100 пациентов. Были проведены рандомизированные слепые плацебо-контролируемые многоцентровые исследования терапевтической эффективности препарата. Однако эти исследования проведены без соблюдения современных норм и на недостаточной выборке для создания достоверного вывода (при исследовании на детях были три группы всего по 50—60 человек). Также эти исследования подвергались критике за нарушение законодательства относительно исследования на военнослужащих и лицах с психическими заболеваниями.
Заместитель председателя формулярного комитета РАМН Павел Воробьёв в 2015 г. утверждал:

… те исследования, которые проводились, малочисленны и недостаточны для качественной оценки эффективности, а значит, его эффект не доказан с научной точки зрения, равно как до сих пор не доказана его безопасность.
В 2016 году в проспективном рандомизированном сравнительном исследовании эффективности использования в педиатрии кагоцела и эргоферона (в составе комплексной терапии из 3–8 препаратов) для лечения острых респираторных инфекций был сделан вывод об эффективности добавления в терапию обоих препаратов, но с преимуществом эргоферона — гомеопатического препарата, не имеющего в своём составе действующего вещества. Однако это исследование не являлось слепым; а назначенная каждому пациенту терапия отличалась не только исследуемой парой препаратов, но и другими — неназванными, но также влиявшими на выздоровление при неуказанной, но переменной дозировке. Кроме того, отсутствие контрольной группы не даёт возможность сравнить результат терапии с естественным выздоровлением.
По словам Александра Хаджидиса, главного клинического фармаколога Петербурга, существующие на начало 2020 года исследования кагоцела малочисленны, и их «нельзя назвать корректными». Хаджидис также утверждает, что кагоцел (коммерческое название) и госсипол (международное непатентованное наименование) это одно вещество, противореча описанию производителя.

## Применение
В России кагоцел применяется при лечении гриппа и других ОРВИ, при герпесе.
В 2009 году кагоцел в комбинации с арбидолом предлагался в качестве одного из средств лечения взрослых (кроме беременных женщин) больных среднетяжёлыми и тяжёлыми формами гриппа, вызванного вирусом типа А/H1N1 в письме Минздравсоцразвития РФ с временными методическими рекомендациями для профилактики и лечения данного типа гриппа.

### Применение в международной медицине
В США и Западной Европе кагоцел не применяется. Препарат отсутствует в списках лекарственных препаратов Всемирной организации здравоохранения.

## Побочные действия
Побочные действия не зарегистрированы в исследованиях кагоцела, такие исследования не позволяют сделать выводы об отсутствии побочных эффектов у препарата.
В 2020 году компания-производитель кагоцела опубликовала полные сведения о зарегистрированных побочных явлениях этого препарата за всё время его гражданского оборота, такая публикация уникальна для российского производителя. Согласно этим данным, за весь период присутствия препарата на рынке был выявлен 181 случай нежелательных явлений, что составляет 0,0000905 % от общего количества проданных упаковок кагоцела. Большинство негативных побочных явлений — аллергические реакции.

## Безопасность препарата
Отдалённые последствия применения кагоцела не изучались, хотя именно они вызывают серьёзную обеспокоенность с точки зрения безопасности. Дело в том, что госсипол (токсичный в свободной форме), способен угнетать сперматогенез и изучался в качестве мужского контрацептива. При этом примерно в 20 % случаев влияние госсипола на сперматогенез носило необратимый характер, что предполагало его применение только у мужчин, «завершивших образование семей или тех, кто допускает необратимое бесплодие».
В 2020 году в социальных сетях циркулировали слухи о том, что кагоцел якобы вызывает бесплодие у мужчин. В январе 2020 года депутат Государственной Думы РФ Сергей Шаргунов обратился с запросом в Минздрав РФ и получил официальный ответ, в котором говорится, что действующее вещество препарата кагоцел не является госсиполом и не оказывает негативное воздействие на репродуктивную функцию человека. Кроме того, Федеральная служба по надзору в сфере здравоохранения в ответ на запрос о возможной опасности Кагоцела дала официальное разъяснение о том, что с 1 января 2018 года по 9 января 2020 года в ведомство не поступали сообщения об опасном для здоровья пациентов негативном воздействии этого препарата. Безопасность Кагоцела для здоровья подтверждена в Заключении Научного центра экспертизы средств медицинского применения Минздрава РФ.
Производитель кагоцела утверждает, что госсипол не высвобождается из препарата из-за прочной ковалентной связи с карбоксиметилцеллюлозой, но допускает разрыв этой связи в «особых условиях (специальные химические реагенты, высокая температура реакции и т. п.)», не встречающихся в организме человека. Однако в 2014 году доктор медицинских наук, заместитель руководителя Федерального центра мониторинга безопасности лекарственных средств Росздравнадзора Елена Ушкалова и доктор медицинских наук, профессор Наталья Чухарева, рассмотрев доступные на тот момент данные о фармакокинетике кагоцела, предположили, что ковалентная связь недостаточно прочна, и высвобождение госсипола всё же может происходить в организме ввиду того, что высокомолекулярные соединения нуждаются в предварительном расщеплении до меньших молекул, чтобы стать биодоступными всасыванием через тонкий кишечник. При этом в инструкции нет данных о метаболизме препарата и указания, что он целиком выводится без расщепления. Однако там есть замечание, что «в плазме крови препарат находится преимущественно в связанном виде: с липидами — 47%, с белками — 37%», что лишь увеличивает его молекулярную массу.
Критики также обнаружили противоречие утверждения из инструкции, что кагоцел «не накапливается в организме»,  и достаточно длительного периода полувыведения: 88% препарата (три периода) выводится спустя лишь неделю после окончания приёма. С учётом других замечаний эти исследователи пришли к выводу, что «данные, представленные в инструкции по применению Кагоцела и на сайте производителя, недостаточны, а иногда и некорректны для оценки его безопасности у пациентов категорий риска и особенно для оценки отдаленных последствий его применения» (на момент написания статьи — 2014 год).
При обосновании безопасности препарата кагоцел исследования были учтены как результаты проведённых доклинических испытаний субстанции, не вызывавшей никаких существенных симптомов интоксикации у крыс и мышей в максимально достижимых в таких испытаниях дозах (порядка 5000 мг/кг для мышей и 3000—4000 мг/кг для крыс), так и данные о весьма умеренной токсичности госсипола для млекопитающих разных видов (ЛД50), опубликованные в 2009 году медицинским журналом EFSA (European Food Safety Authority, Европейское ведомство по безопасности пищевых продуктов):
- Крысы 2400—3340 мг/кг
- Свиньи 550 мг/кг
- Морские свинки 280—300 мг/кг

В экспериментальном исследовании не было выявлено негативного влияния кагоцела на морфологию семенников (яичек) и функциональное состояние сперматозоидов у половозрелых самцов крыс. Аналогичные данные были получены при гистологическом исследовании семенников крыс, получавших госсипол в половозрелом возрасте.
Хотя соответствующие исследования в человеческой популяции не проводились, по информации производителя, доза госсипола в кагоцеле не представляет опасности для репродуктивного здоровья человека. По данным Европейской Комиссии по безопасности пищевых продуктов (EFSA) минимальная доза госсипола, подавляющая сперматогенез у людей — 0,1 мг/кг массы тела.
Изучение репродуктивной токсичности лекарственного препарата в рамках клинических исследований всегда проводится на животных, так как проведение исследований на людях противоречит принятым во всем мире и, в том числе в РФ, нормам Надлежащей клинической практики (англ. GCP).

## Противопоказания
Согласно инструкции, противопоказаниями для применения кагоцела являются повышенная индивидуальная чувствительность, беременность, возраст до 3 лет, дефицит лактазы, непереносимость лактозы, глюкозо-галактозная мальабсорбция.

## Критика
Для кагоцела нет исследований эффективности, опубликованных в международных рецензируемых журналах, что является показателем отсутствия у него реальной (клинической) эффективности. Статьи об эффективности кагоцела, названного производителем «революционным», не принимают в крупные зарубежные журналы из-за несоответствия методологии исследований научным стандартам. В зарубежных журналах опубликованы только статьи, не содержащие экспериментальных данных, но представляющие собой обзоры публикаций в российских низкорейтинговых журналах, причём нет ни одной статьи, посвящённой собственно Кагоцелу, в этих статьях Кагоцел упоминается среди других препаратов.
В базе данных международных научных публикаций PubMed число статей, посвящённых кагоцелу, в сотни и тысячи раз меньше, чем число статей о препаратах с доказанной противовирусной активностью, что косвенно свидетельствует о неэффективности кагоцела.
Исследования, опубликованные в российских медицинских журналах, содержат терминологические некорректности и методологические ошибки, главная из которых в том, что простое (а не двойное) слепое плацебо-контролируемое исследование не исключает даже неосознанное влияние врача на результат лечения. Современным стандартом является двойное слепое плацебо-контролируемое исследование, а не простое слепое плацебо-контролируемое исследование. Другой критический недостаток методологии российских исследований — сравнение Кагоцела с плацебо, тогда как при наличии стандартной схемы лечения сравнение должно быть проведено с этим имеющимся лечением, а не с плацебо. Кроме того, в исследованиях плохо описаны выборки пациентов (непонятны критерии отбора, что позволяет манипулировать данными), нет подробностей измерений и не предоставлены собранные исследователями данные (недоступность исходных данных исключает независимую проверку выводов авторов статей).
Кагоцел критикуется в публикациях СМИ как неэффективный препарат, продвигаемый за счёт лоббирования и рекламы: он не оказывает лечебного действия при вирусной инфекции, как и некоторые другие препараты; это один из препаратов, у которых есть авторитетный покровитель (академик или чиновник Минздрава), широкая рекламная кампания, ареал в пределах России и бывшего Советского Союза и отсутствие доказательной базы на уровне мировых стандартов.